# Рокевей-Біч (Орегон)
Рокевей-Біч (англ. Rockaway Beach) — місто (англ. city) в США, в окрузі Тілламук штату Орегон. Населення — 1441 особа (2020).

## Географія
Рокевей-Біч розташований за координатами 45°37′1″ пн. ш. 123°56′21″ зх. д. / 45.61694° пн. ш. 123.93917° зх. д. (45.616872, -123.939067).  За даними Бюро перепису населення США в 2010 році місто мало площу 4,42 км², з яких 4,14 км² — суходіл та 0,28 км² — водойми.

## Демографія
Згідно з переписом 2010 року, у місті мешкало 1312 осіб у 667 домогосподарствах у складі 374 родин. Густота населення становила 297 осіб/км².  Було 1875 помешкань (424/км²).
Расовий склад населення:
| - 94,4 % — білих - 0,7 % — корінних американців - 0,7 % — азіатів - 0,4 % — чорних або афроамериканців - 1,1 % — осіб інших рас |

До двох чи більше рас належало 2,7 %. Частка іспаномовних становила 2,9 % від усіх жителів.
За віковим діапазоном населення розподілялося таким чином: 13,3 % — особи молодші 18 років, 57,7 % — особи у віці 18—64 років, 29,0 % — особи у віці 65 років та старші. Медіана віку мешканця становила 55,1 року. На 100 осіб жіночої статі у місті припадало 95,2 чоловіків;  на 100 жінок у віці від 18 років та старших — 94,2 чоловіків також старших 18 років.
Середній дохід на одне домашнє господарство  становив 41 800 доларів США (медіана — 37 227), а середній дохід на одну сім'ю — 51 888 доларів (медіана — 44 500). Медіана доходів становила 22 348 доларів для чоловіків та 38 750 доларів для жінок. За межею бідності перебувало 20,0 % осіб, у тому числі 35,8 % дітей у віці до 18 років та 11,8 % осіб у віці 65 років та старших.
Цивільне працевлаштоване населення становило 444 особи. Основні галузі зайнятості: освіта, охорона здоров'я та соціальна допомога — 23,0 %, роздрібна торгівля — 17,1 %, мистецтво, розваги та відпочинок — 14,6 %.